# USA Hawks
USA Hawks  (o semplicemente Hawks) è un club statunitense di rugby XV fondato nel 2005 dal comitato NA4 e dalla Federazione statunitense.
Milita, insieme a Canada East, Canada West e USA Falcons nella North America 4, il campionato che unisce le franchigie canadesi e statunitensi.

## Statistiche
- Record presenze

      Jason Kelly (4)
- Record punti

      Jason Kelly (34)
- Partita d'esordio

     Canada West 98 - 0 Hawks
   (20 maggio 2006) 
- Miglior vittoria

     Canada East 5 - 32 Hawks
   (19 luglio 2008)
- Peggior Sconfitta

     Canada West 98 - 0 Hawks
   (20 maggio 2006)